# Weston (Vermont)
Weston es un municipio situado en el condado de Windsor, Vermont, Estados Unidos. Tiene una población estimada, a mediados de 2023, de 629 habitantes.

## Geografía
La localidad está ubicada en las coordenadas 43°19′17″N 72°48′10″O / 43.32139, -72.80278 (43.321441, -72.802903).

## Demografía
Según la estimación 2018-2022 de la Oficina del Censo, los ingresos medios de los hogares de la localidad son de $112,625 y los ingresos medios de las familias son de $130,724. Alrededor del 5.8% de la población está por debajo de la línea de pobreza.